# إقنيد
إقْنِيد (أجمة لاسعة) (الاسم العلمي: Eucnide)، جنس نباتات عشبية من فصيلة اللواسية. منبتها بعض مناطق أمريكا الشمالية.
ويشمل الأنواع التالية:
- Eucnide aurea (A. Gray) H.J. Thomps. & W.R. Ernst
- Eucnide bartonioides Zucc. - Yellow stingbush
- Eucnide rupestris (Baill.) H.J. Thompson & Ernst - Rock nettle, rock stingbush
- Eucnide urens (Parry ex Gray) Parry - Desert rock nettle, desert stingbush, stingbush